# えびなしお
えびなしお（1981年3月18日 - ）は、日本の漫画家。北海道函館市出身。

## 来歴
2008年『ちゃおDX 春の大増刊号』に掲載された『こんな私とシャルウィダンス』でデビュー。
2012年までは恋愛要素を含んだ読み切りストーリー漫画を発表していたが、『カセイフがイタ。』のヒットを機にショートギャグの漫画家へと路線変更した。

## 人物
同じちゃおのまいた菜穂と仲がいい。

## 作品リスト

### ストーリー漫画
- こんな私とシャルウィダンス
- 初恋スナイパー
- 失恋ベイベー、夏。
- メゾン・ド・ボーイフレンズ
- ホーリー・ダーリン
- 一撃×乙女
- どっちも最愛系
- 永遠に、よりそう。
- 乙姫チックDAYS
- ハイパー高熱ラバーズ
- 購買の森永さん
- おじゃまします手芸部ですっ！
- 極道ガール純情系
- やさしいきずあと
- 激愛！エールマニア
- Dear セレブラザー
- ステラ・プリンセス
- はっちゃ系春いちばん！
- 君はあくまで小悪魔
- 深淵のスノークイーン
- チョコっと恋しやがれ！

### ショート漫画
- カセイフがイタ。
- まんが日本おかしばなし
- 【急上昇】ハムちゃんねる
- 森ののくまちゃん
- エマ先生のファビュラスな授業
- アイカツプラネット!ドレドレ☆ドレシア
- 福の神しゃま なしもん
- 正義くんブローバック！ 〜カゲキな日常警護録〜（『ちゃお』2025年7月号[2] - 2025年9月号[3]）

### 共著
- 森ののくまちゃん（共著ちゃおホラーコミックス『扉を開けたら殺される 恐怖の館へようこそ』収録、2020年6月）
- えびなしおのスパルタまんが道
- げっし～ず・プロット担当